# Fat (canción)
«Fat» es una canción interpretada por "Weird Al" Yankovic. Es una parodia de «Bad» de Michael Jackson. La canción fue lanzada como el primer sencillo del álbum Even Worse. El video de la canción ganó el Premio Grammy al mejor video musical en 1989.

## Listado de canciones
| Sencillo promocional |        |          |  |
| N.º                  | Título | Duración |  |
| 1.                   | «Fat»  | 3:55     |  |

| Sencillo |               |          |  |
| N.º      | Título        | Duración |  |
| 1.       | «Fat»         | 3:55     |  |
| 2.       | «You Make Me» | 3:04     |  |

## Video musical
El video musical de la canción es una parodia del videoclip de «Bad». Yankovic obtuvo permiso para usar el mismo set usado por Michael Jackson para el video de «Bad».

## Listas de popularidad
| Lista (1988)             | Posición más alta |
| ------------------------ | ----------------- |
| Australian Singles Chart | 11                |
| Billboard Hot 100        | 99                |
| UK Singles Chart         | 80                |